# Henry Essex Edgeworth

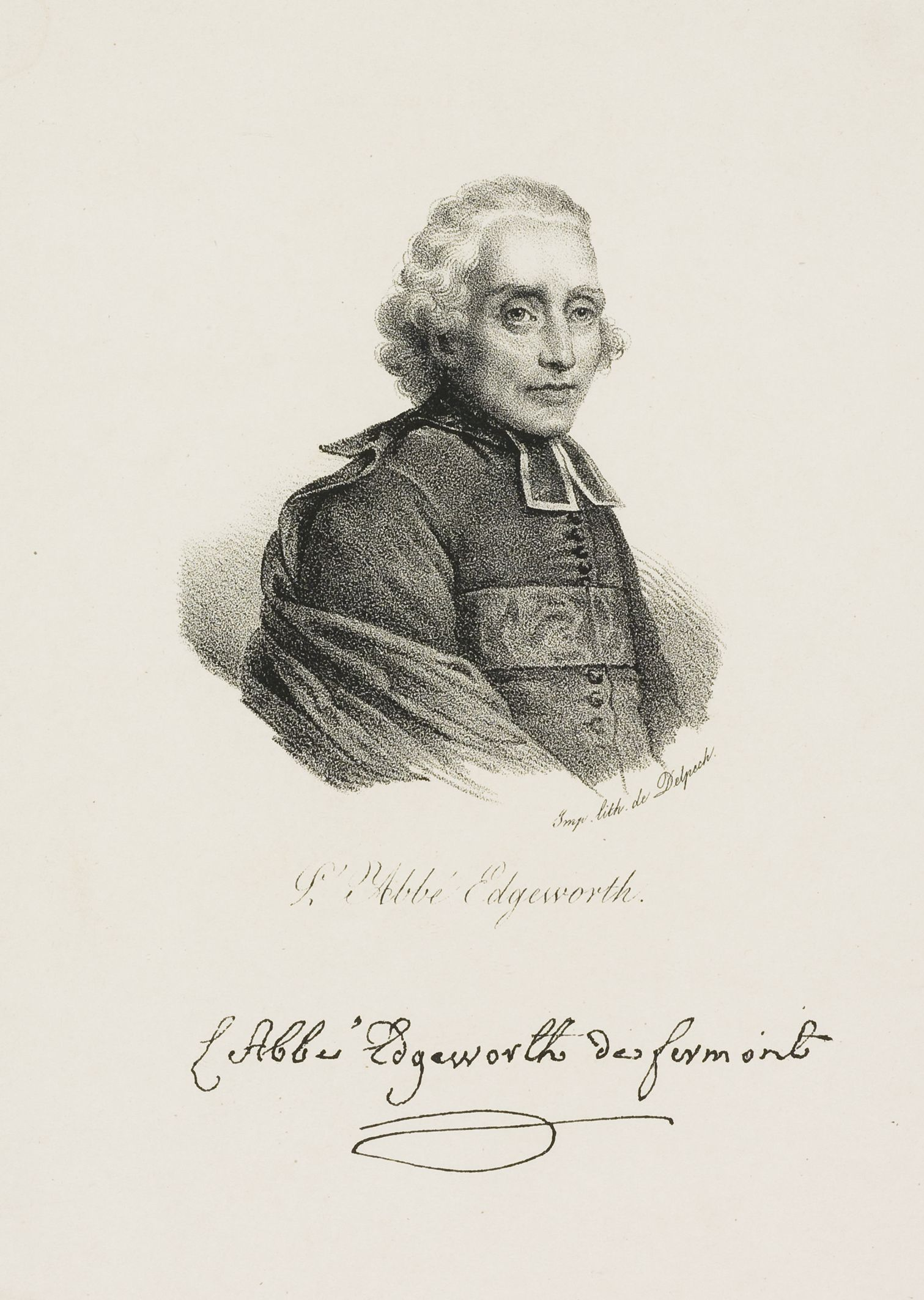
Henry Essex Edgeworth

Henry Essex Edgeworth, bekannt als Abbé Edgeworth de Firmont (* 1745 in Edgeworthstown, County Longford, Irland; † 22. Mai 1807 in Mitau (heute Jelgava)) war ein französischer katholischer Priester irischer Abstammung und der letzte Beichtvater König Ludwigs XVI., dem er in dessen letzten Stunden vor der Hinrichtung geistlichen Beistand leistete. 1796 ging er ins Exil nach England, trat als Kaplan in die Dienste des späteren Ludwig XVIII. und begleitete diesen 1798 nach Mitau in Kurland, wo er seine letzten Lebensjahre verbrachte.

## Leben

### Abstammung und frühes Leben
Henry Essex Edgeworth stammte aus einer angesehenen, früher in Middlesex in England ansässigen Familie. Sein Vorfahre Francis Edgeworth und dessen Bruder Edward waren um 1582 während der Regierung von Königin Elisabeth I. von England nach Irland ausgewandert. Er selbst war der zweite Sohn von acht Kindern von Robert Edgeworth, der als Angehöriger der Church of Ireland das Amt des Pfarrers von Edgeworthstown bekleidete. Robert Edgeworth war ein Cousin ersten Grades von Richard Lowell Edgeworth, dem Vater der Schriftstellerin Maria Edgeworth. Die Mutter von Henry Essex Edgeworth, Martha Ussher, wird häufig fälschlicherweise als Enkelin des irischen Erzbischofs James Ussher bezeichnet. Robert Edgeworth besaß ein Anwesen in dem nahe Edgeworthstown gelegenen Firmount, nach dessen Namen Henry Essex Edgeworth in Frankreich allgemein als Abbé de Firmont bekannt war.
Als Henry Essex Edgeworth vier Jahre alt war, trat sein Vater 1749 zur katholischen Kirche über. Grund für diesen Konfessionswechsel von Robert Edgeworth war ein Gespräch mit einem protestantischen Prälaten, der Toulouse besucht hatte und von den katholischen Riten sehr beeindruckt war. Robert Edgeworth ließ einen Sohn, Ussher, bei seinen Verwandten zurück, gab sein geistliches Amt auf, wanderte mit seiner Gattin und drei anderen Kindern nach Frankreich aus und ließ sich in Toulouse nieder. In dieser Stadt verlebte Henry Essex Edgeworth seine Jugendzeit und erhielt in dem dortigen Jesuitenkolleg den ersten Unterricht. Anschließend besuchte er auf Anregung von Francis Moylan, der damals als Pfarrer in Paris wirkte und später (1787) Bischof von Cork wurde, das Priesterseminar von Trente-Trois in Paris. Inzwischen war sein Vater verstorben und sein älterer Bruder Robert 1769 nach Irland ausgewandert. Nach einem Theologiestudium an der Sorbonne wurde Henry Essex Edgeworth zum Priester geweiht und nahm nun den zusätzlichen Zunamen de Firmont an.
Firmont wollte zuerst Missionar werden und trat daher in das Pariser Seminar für ausländische Missionen ein. Er gab aber diesen Plan auf den Hinweis seiner Freunde, dass die Religionsausübung in Frankreich gefährdet sei und er daher besser hier als Geistlicher wirken solle, wieder auf. Als Beichtvater in Paris gewann er der katholischen Kirche viele Proselyten, besonders unter seinen Landsleuten, von denen sich zahlreiche in der französischen Hauptstadt aufhielten. Bischof Moylan drängte ihn wiederholt, die Leitung eines irischen Bistums zu übernehmen. Firmont lehnte dieses Ansinnen mit der Begründung ab, dass seine Englischkenntnisse unzureichend seien und die in Paris lebenden katholischen Engländer und Iren seinen geistlichen Beistand benötigten. Im Juli 1789 wies er auch das Angebot zurück, der Kaplan seiner Tante Miss Ussher of Eastwell. Galway, zu werden, die wie ihr Bruder James zum Katholizismus konvertiert war.

### Beichtvater der Prinzessin Elisabeth
Der 1789 ausgebrochenen Französischen Revolution stand Firmont feindlich gegenüber. Als die Tanten des französischen Königs Ludwig XVI. im Februar 1791 nach Rom abreisten, nahmen sie Madier, den Beichtvater der Prinzessin Elisabeth, der jüngeren Schwester Ludwigs XVI., mit sich. Elisabeth wandte sich mit der Bitte an den Superior des Seminars für ausländische Missionen, ihr einen neuen Beichtvater zu empfehlen. Die Wahl des Superiors fiel auf den Abbé Firmont. Der Erzbischof von Paris unterstützte diese Entscheidung und stellte Firmont bei Hof vor. Elisabeth freundete sich rasch mit ihm an, und er besuchte sie zwei- bis dreimal in der Woche. Dabei wagte er es als einziger Priester, sich in kirchlicher Kleidung in den Tuilerien-Palast zu begeben, wo die Königsfamilie interniert war. Sechs Wochen vor dem (am 10. August 1792 erfolgten) Tuileriensturm übermittelte ihm Elisabeth zunächst schriftlich (welchen Brief Firmont später vernichten musste) und später mündlich eine rührende Botschaft, die nach ihrem Tod ihrem Lieblingsbruder Karl übermittelt werden sollte. König Ludwig XVI. machte damals noch nicht die Bekanntschaft Firmonts, vielleicht weil dieser dadurch in Gefahr gebracht worden wäre. Den Großteil des Tages vor dem Angriff auf den Tuilerien-Palast verbrachte Firmont in Elisabeths Arbeitszimmer.
In der Zeit, als Ludwig XVI. nach dem Tuileriensturm zur Haft in den Temple gebracht wurde, drangen etwa 50 bewaffnete Bürger nachts in Firmonts Wohnung im Séminaire des Missions étrangères in der Rue du Bac ein und verwüsteten sie. Firmont fürchtete Todesgefahr und fragte den Anführer von zwölf Bewaffneten, die ihm mit Fackeln entgegentraten, was dieser Auftritt zu bedeuten habe. Der Offizier antwortete, dass es auf ihn nicht abgesehen sei und entfernte sich wieder. Bald kehrte er aber zurück und verlangte von Firmont die Auslieferung von dessen Papieren. Firmont brachte die verlangten Papiere, hielt jedoch mehrere belastende Dokumente zurück. Der Offizier hatte es eilig, die ihm ausgehändigten Papiere durchzusehen, und entfernte sich rasch. Firmont verbrannte danach sämtliche belastenden Manuskripte, auch wenn er einige von ihnen gern gerettet hätte. Bald danach fand eine strenge Untersuchung in seiner Wohnung statt. In späteren Jahren gestand er seine große Angst, als er einige Tage nach der Durchsuchung seiner Räume doch noch einen Brief fand, der seine Verbindung mit der Königsfamilie belegte und ihm bei seiner Entdeckung das Leben hätte kosten können. Durch einen treuen Diener erfuhr er, dass eine Menschenmenge das Gefängnis Saint-Sulpice erstürmt und die Gefangenen niedergemetzelt hatte. Mehrere seiner Freunde waren unter den Toten. Er selbst entging einem Überfall in seiner Wohnung in der Rue du Bac durch Verkleidung und ein unkenntlich gemachtes Gesicht. In der Folge floh er aus Paris und lebte einige Wochen ungestört in Choisy-le-Roi. Er führte dort den Namen Edgeworth, der den Franzosen nicht geläufig war, und gab sich für einen verarmten Engländer aus.

### Beichtvater Ludwigs XVI.
Als der geflohene Pariser Erzbischof Juigné den Abbé Firmont zu seinem Generalvikar machte und die Leitung des Erzbistums Paris übertrug, kehrte Firmont nach Paris zurück und schloss sich seiner dort lebenden Mutter und Schwester an. Dem Drängen seiner Freunde, sich in Irland oder England in Sicherheit zu bringen, erteilte er eine Absage. Als der Prozess gegen den König bevorstand, empfahl die Prinzessin Elisabeth ihrem Bruder Firmont als frommen Priester, den seine relative Unbekanntheit vor späteren Verfolgungen schützen könne. Auf die Bitte von Malesherbes, dem Verteidiger Ludwigs XVI., willigte Firmont ein, der letzte Beichtvater des Königs zu werden. In einem Brief an Mr. Maffey, einen befreundeten Priester in London, schrieb er am 22. Dezember 1791: „Mein unglücklicher Herr [der König] hat seine Augen auf mich geworfen, um ihn auf den Tod vorzubereiten, wenn die Ungerechtigkeit seines Volkes diesen letzten Akt der Grausamkeit begehen sollte. Ich bereite mich also auch auf den Tod vor, überzeugt, dass das wütende Volk mich nicht eine Stunde die schreckliche Szene überleben lassen wird. Aber ich bin resigniert; mein Leben ist nichts. Könnte mein Leben ihn retten, wie gern gäbe ich es hin! Ich wäre nicht umsonst gestorben.“
Als der Monarch nach der Verhängung des Todesurteils gegen ihn am 20. Januar 1793 darum bat, die Vollstreckung der Todesstrafe um drei Tage aufzuschieben, verweigerte der Nationalkonvent die Bewilligung dieser Frist, gestattete ihm aber die Zulassung und Wahl eines Geistlichen. Der Justizminister Dominique Joseph Garat ließ Firmont holen und in seiner Kutsche zum Temple fahren. Da Firmont mit seinem Tod rechnete, hatte er sein Testament gemacht und seiner Mutter gesagt, dass die Begleitung eines Sterbenden ihn die ganze Nacht beschäftigen könne. Nachdem er gründlich durchsucht worden war, um zu verhindern, dass er dem König Gift mitbringen würde, durfte er sich zu Ludwig XVI. begeben. Auf dessen Wink entfernten sich der in Firmonts Begleitung befindliche Justizminister und die Kommissare des Stadtrats. Nach seiner eigenen Schilderung weinte Firmont beim Anblick des unglücklichen Königs, der seinerseits in Tränen ausbrach. Ludwig XVI. las ihm sein Testament vor, erkundigte sich nach dem Schicksal einiger verbannter Geistlicher und zeigte sich überzeugt, dass ihm die Franzosen dereinst Gerechtigkeit widerfahren lassen würden. Dann begab er sich in ein Nachbarzimmer, um sich mit seiner Familie zu besprechen, deren Schluchzen Firmont durch die Glastür vernehmen konnte.
Den Wunsch des Königs, vor seiner Hinrichtung noch eine Messe zu hören und das heilige Abendmahl einzunehmen, mussten erst die Ratskommissarien bewilligen. Firmont übermittelte das Gesuch des Monarchen, das aber mit der Begründung, dass Priester Hostien vergiftet hätten, vorerst abgelehnt wurde. Firmont wies empört auf seine strenge Durchsuchung beim Eintritt in den Temple hin und schließlich wurde sein Gesuch nach längerer Beratung der Munizipalbeamten gewährt. Um 22 Uhr kehrte Firmont zum König zurück und informierte ihn darüber. Er nahm ihm die Beichte ab, blieb bis spät in die Nacht bei ihm und ruhte sich dann einige Stunden in einem Vorzimmer aus. Um fünf Uhr in der Früh des folgenden Tags (21. Januar 1793) wurde er wieder zum König gerufen, fand dort einen vorbereiteten Altar vor, feierte die Messe und spendete das Abendmahl sowie die Sterbesakramente.
Als die Sbirren unter Führung des Befehlshabers der Nationalgarde, Antoine Joseph Santerre, den Monarchen abholten, um ihn zum Richtplatz zu bringen, dankte Ludwig XVI. seinem Beichtvater überschwänglich, als dieser bat, ihn auf dem Weg zum Schafott begleiten zu dürfen. Firmont nahm neben dem König in der Droschke Platz; da aber zwei Gendarmen unmittelbar neben ihnen saßen, konnten sie keine private Unterhaltung führen. Aus seinem Stundenbuch rezitierte Firmont abwechselnd mit Ludwig XVI. Psalme. Als der Wagen am Richtplatz, dem heutigen Place de la Concorde, ankam, bat der König die beiden ihn begleitenden Gendarmen, nach seinem Tod Sorge zu tragen, dass sein Beichtvater körperlich unversehrt bliebe. Firmont tröstete den König noch, als dieser sich dagegen wehrte, gefesselt zu werden. Er half Ludwig XVI. beim Besteigen der Treppe zur Guillotine und fiel dann ergriffen auf die Knie. Nach einem bald nach der Hinrichtung des Königs aufgekommenen Gerücht soll Firmont diesem noch kurz vor der Exekution zugerufen haben: „Sohn des heiligen Ludwig, steige zum Himmel empor!“ Firmont selbst konnte sich später nicht erinnern, diesen Satz gesagt zu haben. Er verfasste über die letzten 17 Stunden von Ludwigs Leben einen ausführlichen Augenzeugenbericht, der 1815 von C. Sneyd Edgeworth unter dem Titel Memoirs of the Abbé Edgeworth: containing his narrative of the last hours of Louis XVI. veröffentlicht wurde. Als der Henker nach der Hinrichtung des Königs dessen abgeschlagenes Haupt dem Volk präsentierte, bespritzte er Firmont laut dessen eigenem Bericht mit Blut. Zu seinem eigenen Erstaunen konnte sich der Beichtvater unbehelligt durch die Menge drängen und davonmachen.

### Weiterer Aufenthalt in Frankreich
Nachdem Firmont die Richtstätte verlassen hatte, ging er zu Ludwigs vormaligem Anwalt Malesherbes, der ihm zur Flucht aus Frankreich riet. Firmont wollte aber seinen Glaubensgenossen durch seine Anwesenheit Trost spenden und auch sein Versprechen halten, Ludwigs gefangene Schwester Elisabeth nicht zu verlassen; ferner hatte er noch mehrere Aufträge des toten Monarchen zu erledigen. Er reiste aus Paris ab und fand in einem drei Stunden von der Hauptstadt entfernten Schloss eines Herrn de la Lezardière Zuflucht. Hier lebte er drei Monate verborgen, korrespondierte aber mit Freunden in Paris vor allem über geistliche Angelegenheiten. Mehrmals reiste er nach Paris, bald aus Sicherheitsgründen nur des Nachts. Als drei politische Clubs eine Prämie auf seinen Kopf aussetzten, verbreitete gleichzeitig ein Zeitungsartikel das Gerücht, dass er nach England geflohen sei und dort mit bedeutenden französischen Emigranten und sogar mit William Pitt in Verbindung stehe. Dadurch geriet er in Verdacht, ein Spion der englischen Regierung zu sein. Nun reduzierte und verkürzte er seine Aufenthalte in Paris. In einem ausführlichen Brief an den Erzbischof von Paris schilderte er, wie sehr sein geistlicher Bezirk darunter leide. In demselben Schreiben bat er um Rat. Der Brief wurde an der Grenze abgefangen und dem Wohlfahrtsausschuss übersandt. Als bald danach das Haus des Herrn de la Lezardière umstellt wurde, verbrannte Firmont seine Papiere, darunter auch Briefe der Prinzessin Elisabeth, die sie aus dem Temple, in Seidenknäueln verborgen, zu ihm hatte schmuggeln lassen. Dann floh er durch eine Hintertür in ein Feld, wo er sich versteckte. Der Baron, bei dem er Unterschlupf gefunden hatte, seine älteste Tochter und sein jüngster Sohn wurden indessen verhaftet. Lezardière erwähnte Firmonts Namen in keinem Verhör und wurde zehn Tage später mit seinen Familienangehörigen wieder befreit.
Nach einem kurzen Aufenthalt in Paris, wo Firmont von seiner Mutter und Schwester Abschied nahm, begab er sich zum Grafen Rochouart nach Montigny und lebte bei diesem unter dem Namen Essex. Unvorsichtigerweise schrieb er in der Hoffnung, von der arretierten Prinzessin Elisabeth noch in Seidenknäuel versteckte Botschaften zu erhalten, einen Brief an deren Geschäftsträger. Da dieser verhaftet worden war, fiel Firmonts Schreiben, wie alle Briefe an Gefangene, dem Wohlfahrtsausschuss in die Hände. Die Gleichheit der Handschrift der Briefe Firmonts an den Pariser Erzbischof und jener in dem Schreiben an Elisabeths Agenten erregte Verdacht. Doch beruhigt durch die Nachricht des Agenten, dass dessen Prozess niedergeschlagen worden sei, blieb Firmont noch vier Monate in Montigny. Er gab sich als unbedeutender Engländer aus, der dort aus Gesundheitsgründen lebe. Indessen geriet er wieder in Gefahr, als der Name Essex in einer vorgeblichen Korrespondenz zwischen Ludwig XVI. und dem König von Preußen genannt wurde, die der Pariser Wohlfahrtsausschuss damals publik machte. Er floh nach Fontainebleau, wo er bei der Gräfin Pallavicini Aufnahme fand.
Als der Befehl erging, alle Fremden zu verhaften, flüchtete Firmont mit Hilfe eines ihm von seinem alten Freund Lezardière geschickten Dieners nach Bayeux in der Normandie. Von dort hätte er leicht nach England übersetzen können, blieb aber mit Rücksicht auf die gefangene Prinzessin Elisabeth weiterhin in Frankreich. In Bayeux lebte Firmont längere Zeit in relativ ärmlichen Verhältnissen. Hier gewährte er dem vertriebenen Lezardière, der mit vier seiner Kinder zu ihm gekommen war, Zuflucht. Auch erhielt er noch manche Unterstützung durch wohlhabende Freunde. Erschüttert war er von der Nachricht, dass seine Mutter und Schwester wegen ihrer Verwandtschaft mit ihm verhaftet wurden. Seine Mutter starb im Gefängnis, und seine Schwester musste dort 13 Monate verbringen. Traurig bewegt war Firmont auch, als er erfuhr, dass die Prinzessin Elisabeth im Mai 1794 guillotiniert wurde.

### Spätere Jahre im Exil und Tod
Im August 1796 verließ Firmont schließlich Frankreich, setzte nach Portsmouth über und begab sich nach London. Dort fand er wegen seines Schicksals Achtung und Anteilnahme. Er lehnte eine ihm vom britischen Premierminister William Pitt im Namen des Königs angebotene Pension mit der Begründung ab, dass die englische Regierung bereits sehr viel für französische Emigranten getan habe. Wiederholt wurde er von seinem in Firmount residierenden Bruder Ussher und seinen übrigen Verwandten in Irland gebeten, sie zu besuchen. Er war eben im Begriff, sich nach Irland zu begeben, als eine Tochter seines Freundes Lezardière aus Frankreich mit wichtigen Depeschen für Ludwig XVIII. kam, die nach Blankenburg im Braunschweigischen, wo sich der Prinz damals aufhielt, gebracht werden sollten. Firmont stimmte zu, die vertraulichen Papiere Ludwig XVIII. zu überbringen. Finanziell mit 100 Louis d’or ausgestattet, die ihm einer seiner Verwandten vorschoss, trat er die Reise nach Blankenburg an und händigte die Depeschen dem Prinzen aus.
Ludwig XVIII. überredete Firmont, als Kaplan in seine Dienste zu treten. 1798 begleitete Firmont den Prinzen und dessen Familie nach Mitau (heute Jelgava) in Kurland, wo er den Rest seines Lebens verbrachte. 1800 wurde er von Ludwig XVIII. mit dem Orden vom Heiligen Geist nach Sankt Petersburg zum russischen Zaren Paul I. geschickt, der ihm eine Pension von 500 Rubel aussetzte. 1805 wurde der Erlös von 4000 Pfund aus dem Verkauf des irischen Anwesens Firmouth verzinslich angelegt, ging aber durch die Insolvenz des Kreditnehmers verloren. Firmont, der dem verarmten Ludwig XVIII. nicht zur Last fallen wollte, erhielt den Rat, sich an den Premierminister Pitt zu werden. Dieser bewilligte ihm sofort eine Pension. Als im Frühling 1807 Truppen Napoleons gegen russische Armeen kämpften, gerieten einige französische Soldaten in Gefangenschaft und wurden nach Mitau geschickt. Mit Unterstützung seines Dieners Bousset leistete er den französischen Kriegsgefangenen geistlichen Beistand. Unter diesen brach aber ein ansteckendes Fieber aus, und Firmont fiel der Seuche zum Opfer. Eine Tochter Ludwigs XVI. pflegte ihn während seiner letzten Krankheit trotz der Ansteckungsgefahr aufopfernd. Firmont starb am 22. Mai 1807 im Alter von 62 Jahren in Mitau und wurde dort in einem feierlichen Begräbnis beigesetzt. Der Herzog von Angoulême nahm mit seiner Gemahlin an der Beerdigung teil, und der ganze Hof legte Trauer an. Für ein dem Verstorbenen errichtetes Denkmal schrieb Ludwig XVIII. selbst das Epitaph, in dem Firmont des Blinden Auge, des Lahmen Fuß, des Armen Vater und des Bekümmerten Tröster genannt wird. Eine Abschrift dieser Grabschrift übersandte Ludwig zusammen mit einem Kondolenzbrief an Ussher Edgeworth, den in Irland residierenden Bruder des Verstorbenen.